# Доусон, Роксанн
Роксанн Доусон (англ. Roxann Dawson, урождённая Кабальеро (англ. Caballero); род. 11 сентября 1958) — американская актриса, режиссёр и телевизионный продюсер.

## Ранние годы
Роксанн Доусон родилась в Лос-Анджелесе.

## Карьера

### Актриса
В 1980 году, получив диплом Калифорнийского университета в Беркли, актриса начала выступать в бродвейских мюзиклах. И продолжила актерскую карьеру на телевидении, берясь даже за самые незначительные роли.
В 1994 году Доусон снялась в главной роли в телефильме «Сопровождающий», затем получила роль инженера Б’Еланны Торрес в телесериале «Звёздный путь: Вояджер», съёмки в котором растянулись на семь лет. За свою работу в сериале она трижды номинировалась на премию ALMA (1998—2000), и в 2001 году, наконец, была её удостоена.
Кроме того, актриса появлялась в сериалах «Соловьи», «Спасатели Малибу», «Ищейка», «Мэтлок», «Неприкасаемые», «Любой день сейчас», «Без следа», «Логово льва», «Подразделения», в американской версии британского сериала «Любовь на шестерых» и в фантастическом телесериале «Семь дней». Доусон также участвовала в озвучивании нескольких серий сериала «Звёздный путь: Энтерпрайз».

### Режиссёр и продюсер
Не прекращая сниматься в «Вояджере», Доусон дебютировала в качестве режиссёра телесериала (серия «Загадки»), который вышел на экраны в сентябре 1999 года. Позже она продолжила свою режиссёрскую деятельность, сняв несколько серий «Энтерпрайза».
Она также участвовала в съемках сериалов «Зачарованные», «Одинокие сердца», «Остаться в живых», «Герои», «Менталист» и других. В 2010 году она срежиссировала несколько серий телесериала «Обмани меня» и второй сезон телесериала Хорошая жена.
Доусон стала продюсером сериалов «Расследование Джордан», «Детектив Раш» и «Скандал».

### Писатель
Доусон опробовала себя на литературном поприще в 1997 году. Её дебютная пьеса «Проходя сквозь сердце» была поставлена в университете Миннесоты Дулуте. Кроме того, в соавторстве с Даниэлем Грэмом, она написала роман-трилогию в жанре научной фантастики — «Вход в Тенебрию» (ISBN 0-671-03607-6), «Надежда Тенебреа» (ISBN 0-671-03609-2) и «Восстающая Тенебреа» (ISBN 0-671-03611-4).

## Роли
- 1995—2001: Звёздный путь: Вояджер — Б'Еланна Торрес — главный инженер

## Награды
- ALMA (2001)